# Dong Xi (escritor)
Dong Xi (chino simplificado: 东西; chino tradicional: 東西; pinyin: Dōng Xī; nacido en 1966) es el seudónimo de Tian Dailin. Nació en el condado de Tian'e, en la Región Autónoma de  Guangxi.  Dong Xi is a writer of novels, short stories, and screenplays. Six of his works have been adapted for movie and television.Dong Xi es un escritor de novelas, cuentos y guiones. Seis de sus obras han sido adaptadas para el cine y la televisión. Es miembro de la Asociación de Escritores de China y de la Federación de Jóvenes de toda China, además de vicepresidente de la Federación de Literatura y Arte de Guangxi. Divide su tiempo entre un puesto en la Universidad de Nacionalidades de Guangxi y Beijing.

## Primeros años y primeras publicaciones
Dong Xi nació en Guli, en el noroeste de Guangxi. Su familia sufrió persecución durante la Revolución Cultural debido al estatus privilegiado que tenían antes de que el Partido Comunista, encabezado por Mao Tse Tung, gane la guerra civil china. Tras el inicio de las Reformas y Apertura, Dong Xi pudo unirse al departamento de chino del Colegio Normal de Hechi (ahora conocido como Universidad de Hechi), una pequeña universidad en el noroeste de Guangxi, en el extremo sur de la meseta de Yunnan-Guizhou. Fue en la universidad donde Dong Xi comenzó a enviar trabajos a revistas y publicaciones literarias, incluidas Literatura del Tíbet, Literatura del Oeste de China y Literatura de Guangxi. En el otoño de 1992, Dong Xi logró entrar en revistas literarias importantes, publicando relatos cortos y dos novelas cortas en Cosecha, Ciudad de las Flores y la Asociación de Escritores de China.

## Éxito como escritor y adaptación de obras para la pantalla
Los relatos cortos y novelas de Dong Xi a menudo se agrupan junto con otras obras de escritores que surgieron en la China urbana en la década de 1980. Finalmente se mudó a Beijing y comenzó a trabajar con guionistas, además de adaptar sus propias obras para televisión y cine. Su adaptación más notable para el cine es la película de 2002, Amantes del Cielo, basada en su novela Vida Sin Lenguaje (la misma novela corta fue adaptada para una serie de televisión de 20 episodios por la Compañía de Cine y Cultura Mandile de Guangxi). La adaptación ganó un premio a la Mejor Contribución Artística en el 15.º Festival Internacional de Cine de Tokio. El Diccionario de mi Hermana (2005) fue adaptado de Una Sonora Bofetada en el Rostro (1998) de Dong Xi.

## Obras notables
- Vida Sin Lenguaje (Nanjing: Editorial de Literatura y Arte de Jiangsu, 1995). Adaptada para la película de 2002, Amantes del Cielo. Ganó el Premio Nacional a la Mejor Novela del Premio Literario Lu Xun en 1995. Traducida como Vida Sin Lenguaje por Dylan Levi King en Literatura China Hoy (Volumen 7, 2018).

- Una Sonora Bofetada en el Rostro (Changchun: Editorial de Changchun, 1998). Actualmente no traducida. Adaptada para televisión como ¡Bofetada! y para cine como El Diccionario de mi Hermana (2005).

- Registro de Arrepentimiento (Beijing: Editorial de Literatura del Pueblo, 2005). Traducida como Registro de Arrepentimiento por Dylan Levi King para Editorial de la Universidad de Oklahoma (2018).

- Destino Reescrito (Shanghai: Editorial de Literatura y Arte de Shanghai, 2015). Traducida como Destino Reescrito por John Balcom para Editorial Sinoista (2024).

- Resonancia (Beijing: Editorial de Literatura del Pueblo, 2021). Ganó el Premio Literario Mao Dun en 2023.